# Francis Roger North
Francis Roger North, avstralski general, * 13. april 1894, † 1. november 1978.